# Lachenalia leipoldtii
Lachenalia leipoldtii là một loài thực vật có hoa trong họ Măng tây. Loài này được G.D.Duncan mô tả khoa học đầu tiên năm 1998.